# Crucheray
Crucheray és un municipi francès, situat al departament del Loir i Cher i a la regió de Centre – Vall del Loira. L'any 2007 tenia 387 habitants.

## Demografia

### Població
El 2007 la població de fet de Crucheray era de 387 persones. Hi havia 163 famílies, de les quals 37 eren unipersonals (33 homes vivint sols i 4 dones vivint soles), 69 parelles sense fills, 49 parelles amb fills i 8 famílies monoparentals amb fills.
La població ha evolucionat segons el següent gràfic:
Habitants censats

### Habitatges
El 2007 hi havia 177 habitatges, 158 eren l'habitatge principal de la família, 10 eren segones residències i 9 estaven desocupats. Tots els 176 habitatges eren cases. Dels 158 habitatges principals, 130 estaven ocupats pels seus propietaris, 25 estaven llogats i ocupats pels llogaters i 2 estaven cedits a títol gratuït; 7 tenien dues cambres, 17 en tenien tres, 47 en tenien quatre i 86 en tenien cinc o més. 137 habitatges disposaven pel capbaix d'una plaça de pàrquing. A 59 habitatges hi havia un automòbil i a 84 n'hi havia dos o més.

### Piràmide de població
La piràmide de població per edats i sexe el 2009 era:
| Homes | Edats   | Dones |
| ----- | ------- | ----- |
| 0     | 95 o +  | 0     |
| 0     | 90 a 94 | 0     |
| 0     | 85 a 89 | 4     |
| 8     | 80 a 84 | 8     |
| 4     | 75 a 79 | 12    |
| 12    | 70 a 74 | 4     |
| 12    | 65 a 69 | 4     |
| 12    | 60 a 64 | 12    |
| 16    | 55 a 59 | 16    |
| 12    | 50 a 54 | 16    |
| 12    | 45 a 49 | 8     |
| 20    | 40 a 44 | 28    |
| 4     | 35 a 39 | 16    |
| 8     | 30 a 34 | 8     |
| 12    | 25 a 29 | 8     |
| 4     | 20 a 24 | 4     |
| 8     | 15 a 19 | 12    |
| 12    | 10 a 14 | 8     |
| 20    | 5 a 9   | 8     |
| 4     | 0 a 4   | 8     |

## Economia
El 2007 la població en edat de treballar era de 235 persones, 185 eren actives i 50 eren inactives. De les 185 persones actives 170 estaven ocupades (90 homes i 80 dones) i 15 estaven aturades (10 homes i 5 dones). De les 50 persones inactives 23 estaven jubilades, 21 estaven estudiant i 6 estaven classificades com a «altres inactius».

### Ingressos
El 2009 a Crucheray hi havia 168 unitats fiscals que integraven 442 persones, la mediana anual d'ingressos fiscals per persona era de 18.638 €.

### Activitats econòmiques
Dels 5 establiments que hi havia el 2007, 1 era d'una empresa extractiva, 1 d'una empresa de comerç i reparació d'automòbils, 2 d'empreses d'hostatgeria i restauració i 1 d'una empresa d'informació i comunicació.
L'únic servei als particulars que hi havia el 2009 era un restaurant.
L'any 2000 a Crucheray hi havia 18 explotacions agrícoles que ocupaven un total de 2.115 hectàrees.

## Equipaments sanitaris i escolars
El 2009 hi havia una escola elemental integrada dins d'un grup escolar amb les comunes properes formant una escola dispersa.

## Poblacions més properes
El següent diagrama mostra les poblacions més properes.